# Verzinnen
Verzinnen ist ein Sammelbegriff für verschiedene Verfahren der Oberflächenveredelung. Durch das Verzinnen wird ein Zinnüberzug auf meist metallischen Gegenständen erzeugt. Obwohl Zinn eine relativ gute Korrosionsbeständigkeit hat, ist der Korrosionsschutz nicht der Hauptgrund, dieses Metall als Überzugswerkstoff zu wählen – die wichtigsten Eigenschaften von Zinnüberzügen bestehen in der Lebensmittelverträglichkeit und der Lötbarkeit.
Gegenstände, die verzinnt werden, bestehen meistens aus Stahl, aus Kupfer oder aus Kupferlegierungen. Seltener werden Zinkdruckguss, andere Metalle oder Legierungen und Kunststoff verzinnt.

## Feuerverzinnung
Bei diesem Verfahren werden die zu verzinnenden Gegenstände nach einer geeigneten Vorbehandlung in ein schmelzflüssiges Bad aus Zinn getaucht (Schmelztauchen).  Beim Herausheben der Gegenstände aus dem Zinnbad haftet das Zinn an der Oberfläche und beim Abkühlen bildet sich ein fester Zinnüberzug. Dieses Verfahren war schon in der Antike bekannt und viele Hobbybastler kennen heute das Verzinnen einer Kupferlitze mit Lötkolben und Lötzinn. In der Neuzeit wurde das Feuerverzinnen in großem Umfang zur Erzeugung von Weißblech (verzinntes Stahlblech) eingesetzt. Mit dem Aufkommen der Galvanotechnik ging das feuerverzinnte Weißblech zugunsten des galvanischen Weißblechs stark zurück.
Bei der Verzinnung von Kupferbändern und -kontakten konnte das Feuerverzinnen in manchen Bereichen seine Position gegenüber der Galvanotechnik verteidigen. Ein wesentlicher Vorteil des Feuerverzinnens von Kupfer besteht in der Bildung von Legierungsschichten an der Grenze von Grundmetall und Überzug – diese Legierungsschichten führen zu einer extrem guten Haftfestigkeit des Überzugs.

## Galvanische Verzinnung
Bei der galvanischen Verzinnung werden die zu verzinnenden Gegenstände nach einer geeigneten Vorbehandlung in einen Zinnelektrolyt eingetaucht. Durch das Anlegen einer elektrischen Spannung scheidet sich an der Oberfläche der Gegenstände ein Zinnüberzug ab. Mit diesem Verfahren lassen sich auch sehr dünne Schichten von wenigen µm realisieren, wodurch der Materialverbrauch entsprechend gering ist. Damit besitzt dieses Verfahren wirtschaftliche Vorteile gegenüber der Feuerverzinnung. Große Bedeutung hat die galvanische Verzinnung für die Lebensmittelindustrie (Weißblech) und für die Elektro- und Elektronikindustrie erlangt (Kupferkontakte, Kupferbänder, elektronische Bauelemente).
Zinnüberzüge können eine ebenso gefürchtete wie exotische Erscheinung hervorbringen: Aus dem Zinnüberzug wachsen unter bestimmten Bedingungen Fasern. Diese bis über 100 µm langen Whisker bilden eine große Gefahr für stark miniaturisierte elektronische Bauteile und Schaltkreise.
Früher verwendete man häufig wegen der geringeren Whiskerneigung Zinn-Blei-Legierungen. Seit der RoHS besteht die Herausforderung, auch ohne Blei whiskersichere Zinnüberzüge herzustellen (durch geeignete Zusätze und Prozessparameter).

## Reflow-Verfahren
Dieses Verfahren ist eine Kombination aus der galvanischen Verzinnung und einer nachfolgenden Wärmebehandlung bis über den Schmelzpunkt des Zinns. Man versucht so, die Vorteile von galvanischer und Feuerverzinnung zu verbinden: dünne Schichten und Bildung von Legierungsschichten.

## Chemisches Verzinnen
Durch Eintauchen von Kupferplatinen in eine Lösung eines Zinnsalzes wie Zinnsulfat, in Schwefelsäure und Thioharnstoff sowie Glanz- und Netzmitteln ist ein chemisches (stromloses) Verzinnen von Kupferoberflächen möglich. Durch die Einfachheit des Verfahrens ist dieses unter anderem für den Heimbereich zum Verzinnen von Platinen interessant. Die so aufgebrachte Zinnschicht ist sehr glatt und besitzt eine Dicke im µm-Bereich. Durch die geringe Dicke wandelt sich das Zinn bei langer Lagerung jedoch durch die Diffusion von Kupfer in eine Kupfer-Zinn-Phase bzw. Kupfer-Zinn-Legierung um.

## Anwendungsbereiche
In der Verpackungsindustrie (Weißblech), Elektrotechnik, Elektronik sowie in der Dachklempnerei und im Karosseriebau, auch bei der Homogenverbleiung im chemischen Apparatebau und der Kabeltechnik.